# U–853
Az U–853 tengeralattjárót a német haditengerészet rendelte a brémai AG Wessertől 1941. június 5-én. A hajót 1943. június 25-én vették hadrendbe. Három harci küldetése volt, két hajót süllyesztett el.

## Pályafutása
Az U–853 első járőrútjára 1944. április 29-én futott ki Bergenből, kapitánya Helmut Sommer volt. Május 25-én Swordfish típusú brit bombázók támadták rakétákkal, amikor az ON–237-es konvoj közelében manőverezett. A búvárhajó légvédelmi fegyvereivel tüzet nyitott, és sértetlenül úszta meg a légitámadást. Június 17-én nem volt ilyen szerencséje, a USS Croatan kísérő hordozó két F4F Wildcat vadászgépe többször is gépágyúval lőtte az U–853-at. A legénységből két ember meghalt, 12 megsebesült, ezért a tengeralattjáró kénytelen volt visszatérni Lorient-ba, ahova július 4-én érkezett meg.
Második útján, amely 1944. augusztus 27-én kezdődött, és október 14-én ért véget, nem sikerült hajót elsüllyesztenie. Utolsó harci küldetésére 1945. május 6-án futott ki Stavangerből. Április 23-án a tengeralattjáró megtorpedózta az amerikai haditengerészet egyik járőrhajóját, az USS PE–56-ot, amely a maine-i partoktól 4,5 kilométerre célpontot vontatott egy bombázógyakorlaton. A legénység 49 tagja meghalt. A USS Selfridge romboló kilenc mélységi bombát dobott a búvárhajó feltételezett helyére, de nem ért el találatot.
Május 5-én az U–853 megtorpedózta a Black Point nevű amerikai gőzöst, amelyik 7759 tonna szénnel haladt a massachusettsi Weymouth felé. A 46 fős személyzetből 12-en meghaltak. A Black Point volt az utolsó amerikai hajót, amelyet a második világháborúban német tengeralattjáró süllyesztett el.
Másnap két amerikai hadihajó, a USS Atherton és a USS Moberly mélységi bombákkal elpusztította az U–853-at. A teljes legénység, 55 ember odaveszett.

## Kapitányok
| Név              | Kezdőnap            | Zárónap             |
| ---------------- | ------------------- | ------------------- |
| Helmut Sommer    | 1943. június 25.    | 1944. július 9.     |
| Otto Wermuth     | 1944. július 10.    | 1944. augusztus 31. |
| Günter Kuhnke    | 1944. augusztus 25. | 1944. október 15.   |
| Helmut Frömsdorf | 1944. szeptember 1. | 1945. május 6.      |

## Őrjáratok
| Indulás   | Indulónap           | Érkezés   | Zárónap           |
| --------- | ------------------- | --------- | ----------------- |
| Bergen    | 1944. április 29.   | Lorient   | 1944. július 4.   |
| Lorient   | 1944. augusztus 27. | Flensburg | 1944. október 14. |
| Stavanger | 1945. február 23.   | *         | 1945. május 6.    |

* A tengeralattjáró nem érte el úti célját, elsüllyesztették

## Elsüllyesztett és megrongált hajók
| Dátum             | Hajó neve   | Nemzetisége      | Brt  |
| ----------------- | ----------- | ---------------- | ---- |
| 1945. április 23. | USS PE-56*  | Egyesült Államok | 430  |
| 1945. május 5.    | Black Point | Egyesült Államok | 5353 |

* Hadihajó